# Castelmenardo
Castelmenardo è una frazione di circa 140 abitanti del comune italiano di Borgorose (RI), nel Lazio.

## Geografia fisica

### Territorio
Il borgo è situato alle pendici delle montagne della Duchessa, al confine meridionale della provincia di Rieti (Lazio) con quella dell'Aquila (Abruzzo) a 819 m s.l.m. Il nucleo urbano è circondato dalle vette dei monti Calata (1474 m s.l.m.), Macello (1376 m s.l.m.), Costa (1248 m s.l.m.), San Mauro (1168 m s.l.m.) e Castiglione (1163 m s.l.m.). A nord si trovano i limitrofi borghi di Collemaggiore, Pagliara e Colleviati-Villette. Il capoluogo comunale, Borgorose, è situato poco più a sud a circa 2 chilometri e mezzo di distanza.

## Origini del nome
Stando ad una supposizione il toponimo deriverebbe o dal nome di uno dei componenti della nobile famiglia dei Berardi, signori della contea dei Marsi, o da quello di un sostenitore di Carlo Magno, Minardo o Menardo, che intorno al IX secolo edificò il primordiale incastellamento denominato "castrum Mannardi".

## Storia

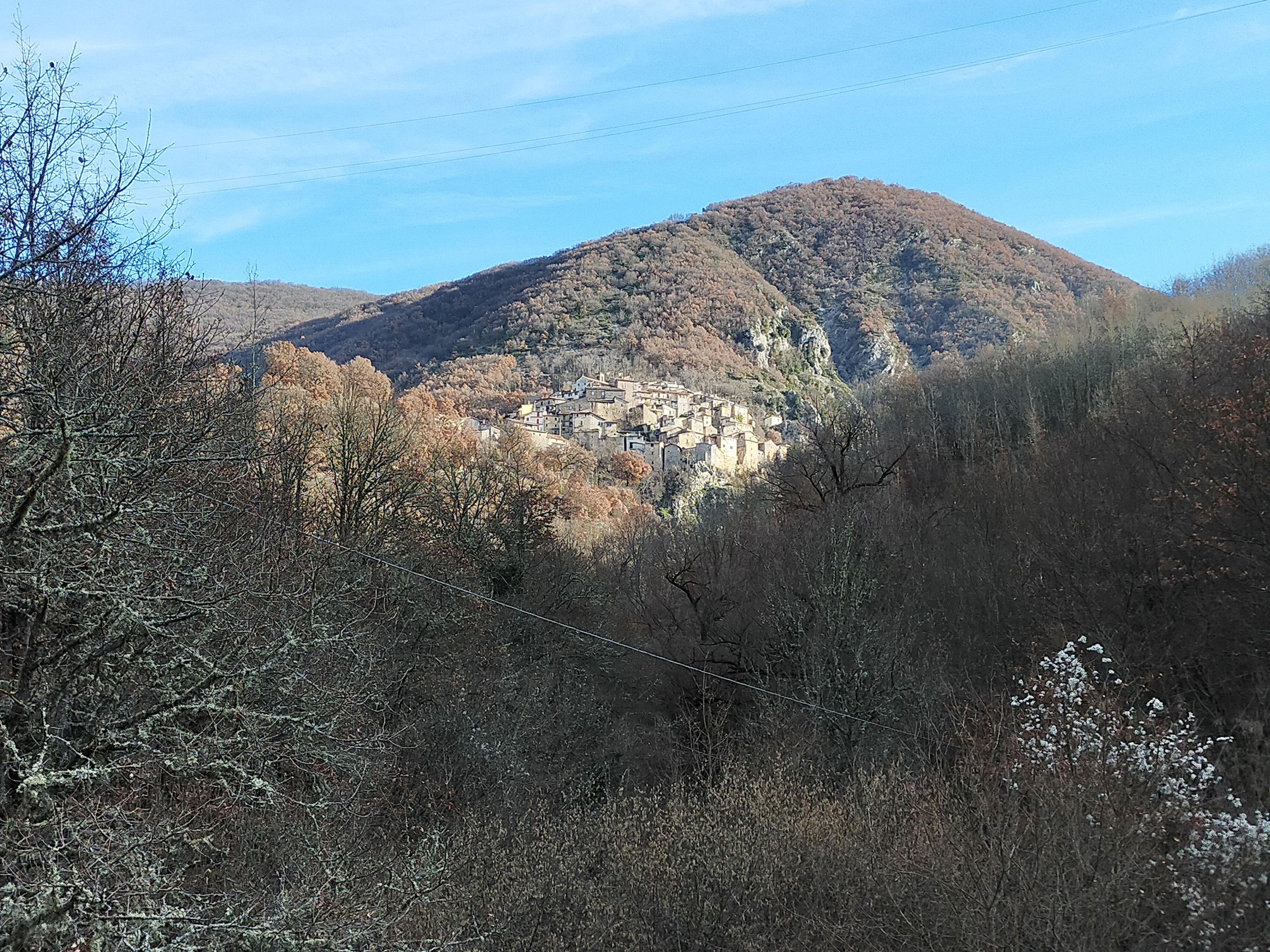
Spunto del borgo

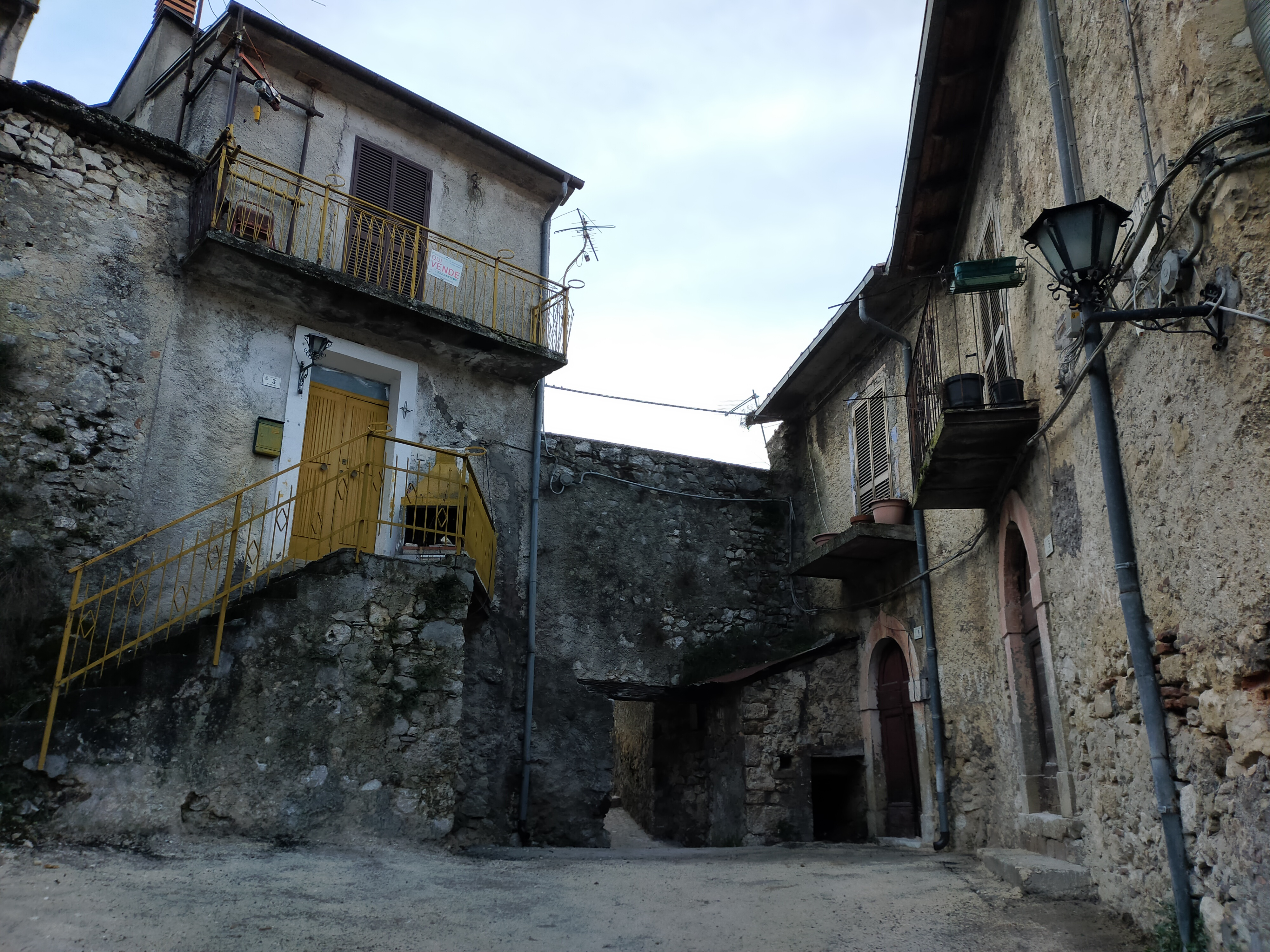
Scorcio del centro storico

Il territorio, frequentato già in epoca romana, fu uno dei principali incastellamenti della valle del Salto posto nell'area di passaggio dell'antica strada Cicolana che permetteva di raggiungere l'antica città sabina di Reate a nord ed Alba Fucens e il lago Fucino, terre di Equi e Marsi, a sud.
Il borgo ha goduto durante il periodo medievale di una sua autonomia, grazie alla locale universitas, controllando anche i limitrofi centri di Collemaggiore, Pagliara (nota all'epoca come Villa di Pagliara), Colleviati-Villette e Ponte Ospedale, località quest'ultima edificata dai monaci ospitalieri nella metà del XIV secolo. Nel Catalogus baronum di epoca normanna "Castellum Mannardi" risultò essere un feudo di Gentile Vetulo, signore di alcuni castelli del Cicolano. Incluso nel contado di Corvaro, fece parte della contea di Albe.
In seguito all'eversione feudale dei primi anni del XIX secolo il paese fu aggregato al comune di Borgocollefegato, nell'omonimo mandamento del distretto di Cittaducale (Abruzzo Ulteriore Secondo). 
Dopo l'Unità d'Italia proclamata nel 1861, il territorio fu al centro del brigantaggio postunitario. Berardino Viola, insieme ad altri briganti del Cicolano, della Marsica e del territorio aquilano, fondò nel 1862 la cosiddetta "banda di Cartòre" con base nella fitta boscaglia e attiva fino alla presa di Roma che nel 1870 decretò la fine dello Stato Pontificio e anche del brigantaggio.
Gravemente danneggiato dal terremoto della Marsica del 1915 il paese fu ricostruito durante il XX secolo.
Fino al 1927 il territorio risultò incluso nella provincia dell'Aquila, in Abruzzo, successivamente fu aggregato alla nuova provincia di Rieti, nel Lazio.

## Monumenti e luoghi d'interesse

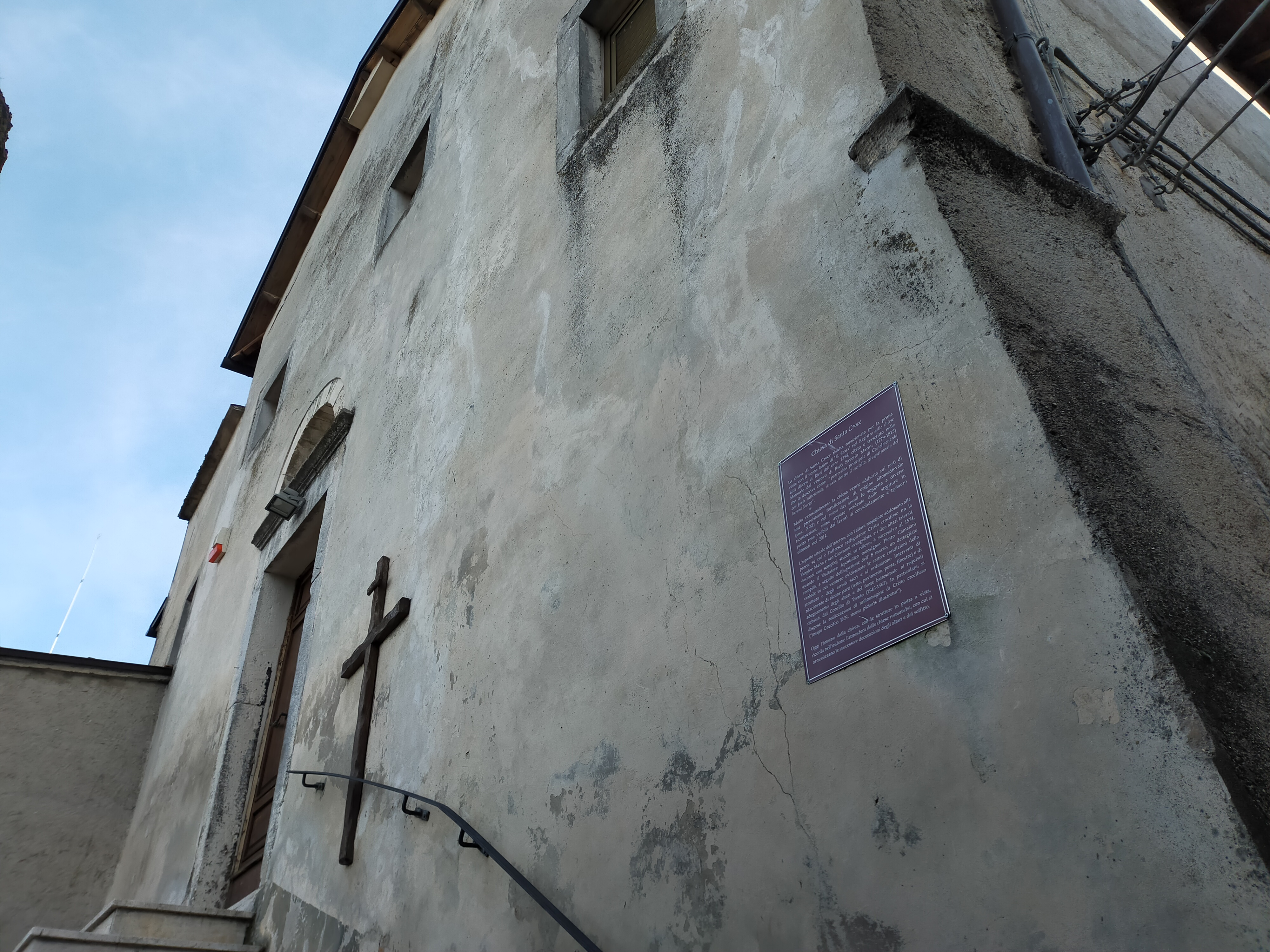
Chiesa di Santa Croce

### Architetture religiose
- Chiesa di Santa Croce, struttura di culto citata per la prima volta in un documento ecclesiastico del XIV secolo venne edificata con ogni probabilità sul sito di una preesistente fortificazione altomedievale.
- Chiesa di San Mauro, monastero edificato nel corso del XII secolo sul sito di un preesistente tempio pagano[7].
- Chiesa rurale di Santa Maria del Colle[8].

### Architetture militari
Non distante dalla chiesuola di Santa Maria del Colle si trova la fortificazione risalente intorno al IX secolo denominata Aia dei Saraceni.

### Siti archeologici
Il nucleo urbano contemporaneo conserva le tracce del borgo medievale, quasi del tutto distrutto dal terremoto della Marsica del 1915. Nei pressi del vecchio cimitero, in località San Sabino, sono collocate mura in opera poligonale.

### Aree naturali
- Lago della Duchessa.
- Montagne della Duchessa.
- Riserva regionale Montagne della Duchessa[2].

## Società

### Tradizioni e folclore
Annualmente il primo maggio si celebra la festa patronale in onore di San Mauro, patrono di Castelmenardo.

## Infrastrutture e trasporti

### Strade
Il borgo è collegato tramite un innesto alla strada statale 578 Salto Cicolana, arteria stradale che permette di raggiungere Rieti, nel Lazio, ed Avezzano, in Abruzzo.